# 阿里山車站
阿里山車站是一座位於台湾嘉義縣阿里山鄉的鐵路車站，由農業部林業及自然保育署所辖阿里山林業鐵路及文化資產管理處管辖。

## 車站介紹
起初阿里山線並沒有以「阿里山」為名的車站，而是以終點沼平作為阿里山地區的總站。
1976年11月9日沼平發生火災，聚落全毀。政府選定供列車折返的地點「第四分道」，設置阿里山車站，當時為中國宮殿式建築，居民配合遷村。原阿里山車站站房於集集大地震全毀，2007年重建完工，目前是全台最大的木構車站。
現今的阿里山車站是阿里山林業鐵路的終點，同時也是阿里山支線祝山線、沼平線和神木線的起點。阿里山車站原為阿里山林業鐵路的第四分道，1970年代因觀光客激增，沼平地區的腹地不足，為了擴建阿里山森林遊樂區，故於1977年8月開工修建，1981年1月11日完工正式啟用，為了有別於仍在使用的沼平舊車站，因此當時另名為「阿里山新站」。1999年九二一大地震使新站成為危樓並宣布封閉，本線終點站再度回到沼平站。2003年之後，為了減輕沼平車站的營運負擔，林業保育署在阿里山車庫旁闢建臨時站，並在災後原址重新整建新的車站。2007年9月阿里山車站正式落成重新啟用。

## 目前利用狀況
此站為阿里山線（主線）的總站，亦是眠月線、祝山線的總站。而現在至沼平段稱沼平線。
每日11:50開行8次下山列車，5次上山列車表定14:56到達。
遊樂區支線列車除公告外依表訂時刻發車。

## 車站週邊

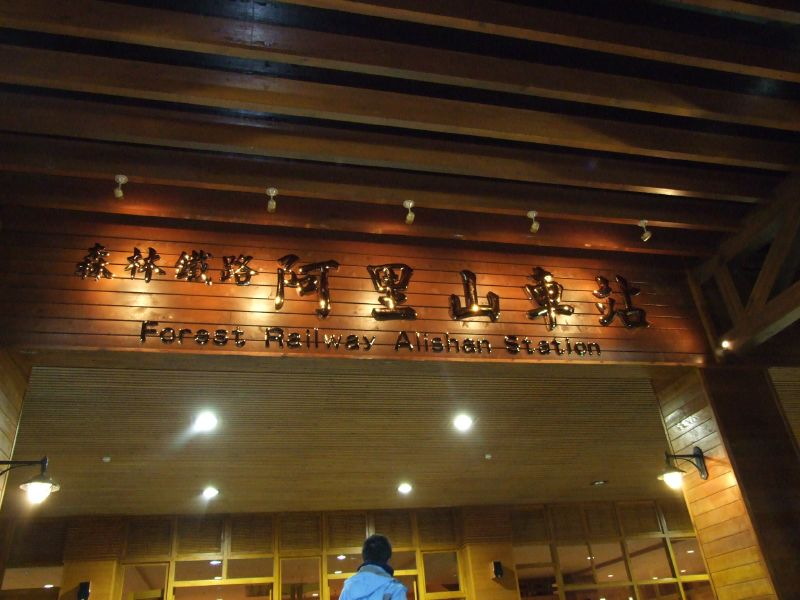
阿里山車站（重建後）

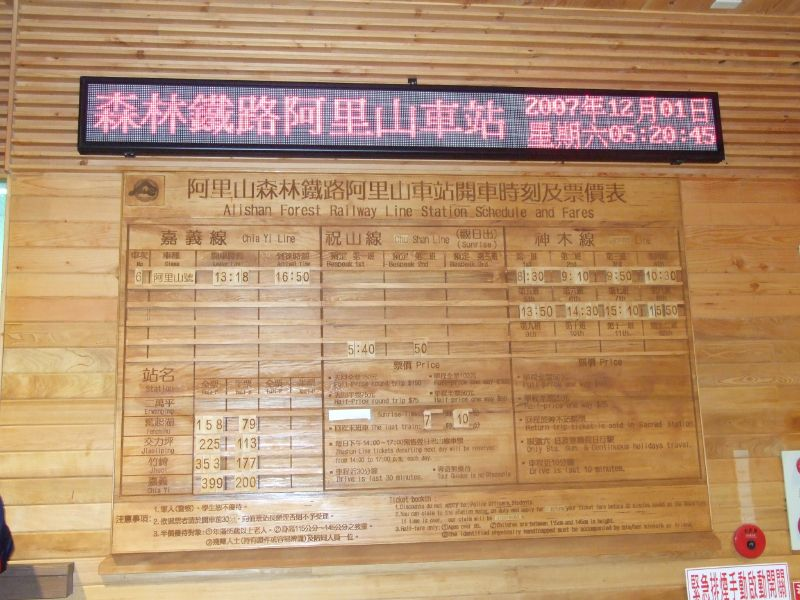
阿里山車站時刻表

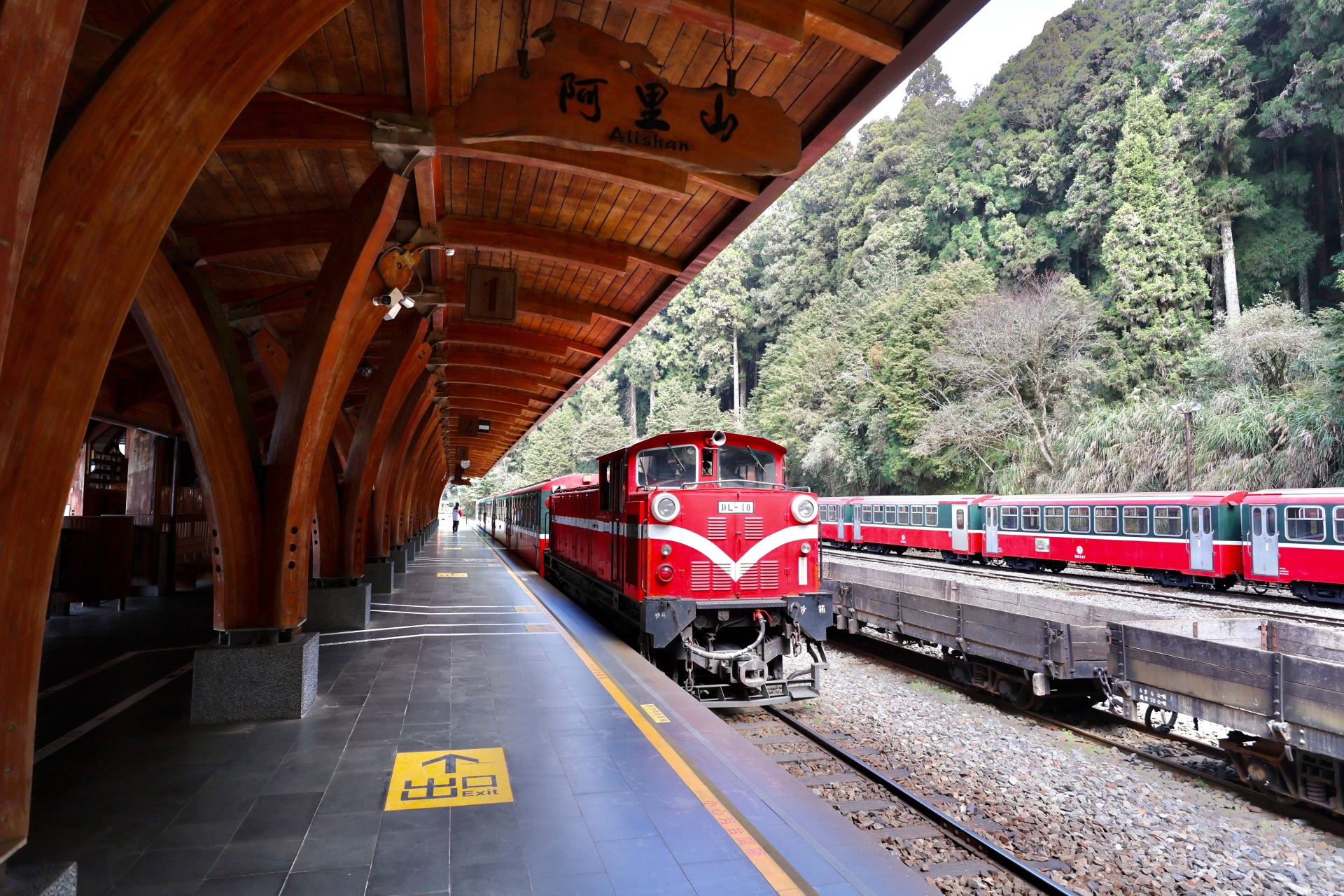
阿里山車站月臺

- 阿里山國家森林遊樂區
- 阿里山旅館區
- 7-Eleven阿里山店
- 萊爾富便利商店阿里山店
- 中華電信阿里山服務中心
- 阿里山郵局
- 阿里山機車庫
- 嘉義縣公車阿里山站

## 歷史沿革

### 阿里山車站（臨時站）
原中國宮殿式站房因集集大地震而牆壁龜裂、樑柱受損等，經嘉義縣政府鑑定為危險建築而拆除。初時以沼平舊火車站為臨時停靠站，後為了旅館區遊客需要，利用阿里山機車庫旁側線位置興建臨時月台與售票亭，暫時替代原阿里山站（阿里山新站），使用至阿里山車站重新啟用後退休。

### 第二代阿里山車站
目前運作中的站房於2007年9月13日啟用。以木構造為建築主體，月台上一排木質微彎半拱的木柱是最特別之處。另外，在觀景台上放置了4座產自阿里山的台灣紅檜雕刻作品，分別代表起、承、轉、合四個階段的人文與藝術表現，串聯起阿里山長久以來的歷史與文明之間的時空交錯。
入口設於一樓，剪票口則設於二樓，三樓則是觀景平台。

## 公車資訊
| 編號 | 經營業者     | 區間               | 備註                               |
| ---- | ------------ | ------------------ | ---------------------------------- |
| 1835 | 國光客運     | 台北－阿里山       | 屬於國道客運。                     |
| 6739 | 員林客運     | 日月潭－阿里山     |                                    |
| 7322 | 嘉義縣公車處 | 嘉義－阿里山       | 台灣好行奮起湖石棹阿里山（B1）線。 |
| 7329 | 嘉義縣公車處 | 高鐵嘉義站－阿里山 | 台灣好行阿里山（A）線。            |

## 外部連結
- 阿里山車站（阿里山林業鐵路） （页面存档备份，存于）
- 阿里山新地標-森林鐵路阿里山車站正式啟用.行政院農業委員會林務局林業新聞.2007-09-12

23°30′36″N 120°48′15″E / 23.509983220275636°N 120.80421947599999°E